# Poliembrionia
Poliembrionia é o fenômeno em que se verifica a formação de vários embriões a partir de um único zigoto. A partir disso pode-se formar:
Gêmeos univitelinos ou monozigóticos, também são conhecidos como gêmeos verdadeiros. Nesse caso do início do desenvolvimento embrionário ocorre a separação de células em dois ou mais grupos; cada grupo poderá se desenvolver e formar um novo indivíduo. Como todos os indivíduos assim formados são provenientes de um mesmo zigoto, conclui-se que todos eles terão a mesma constituição genética; logo necessariamente serão do mesmo sexo.
Mas a poliembrionia nem sempre é responsável pela formação de gêmeos. Como é o caso de:
Gêmeos bivitelinos ou dizigóticos, também conhecido como gêmeos falsos ou gêmeos fraternos.
Nesse caso a mulher libera dois ou mais óvulos durante uma única ovulação. Assim óvulos distintos são fecundados por espermatozoides também distintos, originando zigotos igualmente distintos. Por essa razão, esses gêmeos diferem geneticamente um do outro, da mesma maneira que quaisquer irmãos nascidos em partos diferentes. Logo, não precisam ser do mesmo sexo, já que são portadores de patrimônios genéticos diferentes.
Nas plantas, a poliembrionia muitas vezes dá origem ao enigma de uma única descendência. O processo nas plantas é chamado apomixia. 